# Brezovica pri Metliki
Brezovica pri Metliki je razložena obmejna vas v Občini Metlika, ki stoji pod južnim pobočjem Gorjancev severno od doline potoka Sušica. Manjši del naselja stoji na hrvaškem ozemlju, kjer je voden pod imenom Brezovica Žumberačka. Meji še na naselja Malo Lešče, Grabrovec in Bušinja vas.
Na območju vasi se nahaja mejni prehod za obmejni promet, ki pa po dogovoru med državama ni posebej nadzorovan.

## Potek državne meje
Območje vasi je zanimivo zaradi močno vijugaste meje, ki sledi razdrobljenemu katastru zemljišč. Meja med drugim večkrat prečka lokalne ceste, kar povzroča nevšečnosti lokalnim prebivalcem. Posebnost je tudi enklava hrvaškega ozemlja, ki jo povsem obkroža slovensko ozemlje, edini tak primer v Sloveniji. Enklava je zadnji ostanek nekdanje množice enklav vzdolž takratne kranjsko-hrvaške meje, zlasti v katastrskih občinah Bojanja vas, Radovica in Drašiči. Takšna meja je nastala zato, ker so razmejitev med entitetama opravili po načelu fevdalne pripadnosti posameznih kmetij oziroma parcel.  V brezoviški enklavi, ki meri približno 250 m v dolžino in 30 v širino, stoji nekaj hiš.
Zaradi manjšega dela, kjer se ozemlje slovenskega in hrvaškega katastra prekrivata, je bil ta del meje predmet mednarodne arbitraže. Sklep, razglašen leta 2017, ni spreminjal mejne črte v delih, kjer je bila usklajena s katastrskimi mejami, tako da enklava ostaja.

### Enclava
Neskladnost razmejitve držav na tem mestu je pritegnila pozornost poljskega turista K. Wrone, ki je 23. aprila 2015 na sporni parceli s površino 100 m² razglasil mikrodržavo »Kraljevina Enclava« in se oklical za kralja. Do začetka naslednjega meseca je podelil okrog 130 državljanstev in s pomočjo spletnega glasovanja izbral nekaj ministrov, za plačilno sredstvo pa izbral kriptovaluto Dogecoin. Eksperimenta, podobnega drugim mikrodržavam, kot je Sealand, ni priznala nobena država, je pa vzbudil precejšnje zanimanje domačih in tujih medijev ter spletne skupnosti. Kasneje je Ministrstvo za zunanje zadeve RS sporočilo, da gre za slovensko ozemeljsko zahtevo, o kateri bo v kratkem odločala mednarodna arbitraža, zato je ustanovitelj preselil svojo državico na nikogaršnje ozemlje na meji med Hrvaško in Srbijo v bližini Liberlanda.